# Leichtathletik-Länderkampf der Männer 1963 Großbritannien – BR Deutschland
| 8. Leichtathletik-Länderkampf mit bundesdeutscher Beteiligung 1963 | 8. Leichtathletik-Länderkampf mit bundesdeutscher Beteiligung 1963 |
| ------------------------------------------------------------------ | ------------------------------------------------------------------ |
|                                                                    |                                                                    |
| Ländervergleich der Männer: Großbritannien – BR Deutschland        |                                                                    |
| Austragungsort                                                     | London                                                             |
| Wettbewerbe                                                        | 20                                                                 |
| Datum                                                              | 23. August 1963                                                    |
| 1. FRG 2. GBR                                                      | 109 Punkte 101 Punkte                                              |
| Chronik                                                            |                                                                    |
| ← FRG-USA (M)                                                      | GBR-FRG (F) →                                                      |

Den achten Vergleich des Länderkampfjahres 1963 bestritten die Männer gegen Großbritannien. In den fünf vorangegangenen Begegnungen hatte Deutschland vier Mal gewonnen, Großbritannien einmal. Das letzte Aufeinandertreffen hatte es 1961 in Dortmund gegeben, dieses hatte die Bundesrepublik Deutschland für sich entschieden. Nun trafen sich die beiden Nationen am 23./24. August in der britischen Hauptstadt London. Gemeinsam mit den Männern trugen auch die bundesdeutschen Frauen in getrennter Wertung einen Länderkampf mit den britischen Leichtathletinnen aus.

## Wettbewerbe und Modus
Auf dem Programm standen die bei Länderkämpfen üblichen zwanzig Disziplinen. Aus dem olympischen Wettbewerbskatalog fehlten nur der Marathonlauf, die beiden Gehwettbewerbe und der Zehnkampf. Die Wertung erfolgte in allen Disziplinen nach dem Standardsystem.

## Ergebnis
Der Ausgang der Begegnung war eng, die Erfolge der beiden Länder in den verschiedenen Bereichen waren sehr unterschiedlich. Im Bereich Lauf lagen die britischen Sportler mit sieben Siegen vorn. Hier kamen die bundesdeutschen Athleten auf drei Siege bei einem Doppelerfolg. Von den Staffeln ging eine an die Bundesrepublik, die andere an Großbritannien. Im Bereich Sprung verbuchten die bundesdeutschen Vertreter alle Disziplinsiege bei zwei Doppelerfolgen für sich. In den Wurf- und Stoßwettbewerben entschieden beide Nationen je zwei Disziplinen für sich, wobei Deutschland hier zu einem Doppelerfolg kam. Am Ende erzielte die Bundesrepublik Deutschland mit 109 zu 101 Punkten seinen fünften Sieg über diesen Gegner.

## Legende
Kurze Übersicht zur Bedeutung der Symbolik – so üblicherweise auch in sonstigen Veröffentlichungen verwendet:
| DSQ | disqualifiziert |

## Resultate

### 100 m
| Platz | Athlet           | Land | Zeit (s) |
| ----- | ---------------- | ---- | -------- |
| 1     | Berwyn Jones     | GBR  | 10,5     |
| 2     | Dieter Enderlein | FRG  | 10,6     |
| 3     | Alfred Hebauf    | FRG  | 10,6     |
| 4     | Ronald Jones     | GBR  | 10,8     |

Datum: 23. August

### 200 m
| Platz | Athlet              | Land | Zeit (s) |
| ----- | ------------------- | ---- | -------- |
| 1     | David Jones         | GBR  | 21,0     |
| 2     | Alfred Hebauf       | FRG  | 21,0     |
| 3     | Friedrich Roderfeld | FRG  | 21,2     |
| 4     | Peter Radford       | GBR  | 21,2     |

Datum: 24. August

### 400 m
| Platz | Athlet            | Land | Zeit (s) |
| ----- | ----------------- | ---- | -------- |
| 1     | Adrian Metcalfe   | GBR  | 46,9     |
| 2     | Johannes Schmitt  | FRG  | 47,0     |
| 3     | Jürgen Kalfelder  | FRG  | 47,1     |
| 4     | Nicholas Overhead | GBR  | 47,9     |

Datum: 23. August

### 800 m
| Platz | Athlet         | Land | Zeit (min) |
| ----- | -------------- | ---- | ---------- |
| 1     | Manfred Kinder | FRG  | 1:48,5     |
| 2     | Arnd Krüger    | FRG  | 1:48,7     |
| 3     | John Boulter   | GBR  | 1:48,7     |
| 4     | Alan Dean      | GBR  | 1:50,6     |

Datum: 23. August

### 1500 m
| Platz | Athlet          | Land | Zeit (min) |
| ----- | --------------- | ---- | ---------- |
| 1     | Stan Taylor     | GBR  | 3:43,4     |
| 2     | Harald Norpoth  | FRG  | 3:44,4     |
| 3     | Ray Roseman     | GBR  | 3:44,4     |
| 4     | Karl Eyerkaufer | FRG  | 3:49,0     |

Datum: 23. August

### 5000 m
| Platz | Athlet           | Land | Zeit (min) |
| ----- | ---------------- | ---- | ---------- |
| 1     | Harald Norpoth   | FRG  | 14:08,6    |
| 2     | Bruce Tulloh     | GBR  | 14:16,2    |
| 3     | Ron Hill         | GBR  | 14:19,0    |
| 4     | Gottfried Arnold | FRG  | 14:34,0    |

Datum: 24. August

### 10.000 m
| Platz | Athlet             | Land | Zeit (min) |
| ----- | ------------------ | ---- | ---------- |
| 1     | Don Taylor         | GBR  | 28:52,4    |
| 2     | Horst Flosbach     | FRG  | 29:25,8    |
| 3     | Gerald North       | GBR  | 29:55,2    |
| 4     | Günther Nordhausen | FRG  | 30:23,4    |

Datum: 23. August

### 110 m Hürden
| Platz | Athlet           | Land | Zeit (s) |
| ----- | ---------------- | ---- | -------- |
| 1     | Klaus Willimczik | FRG  | 14,2     |
| 2     | Mike Parker      | GBR  | 14,3     |
| 3     | Laurence Tuitt   | GBR  | 14,3     |
| 4     | Hinrich John     | FRG  | 14,6     |

Datum: 23. August

### 400 m Hürden
| Platz | Athlet         | Land | Zeit (s) |
| ----- | -------------- | ---- | -------- |
| 1     | John Cooper    | GBR  | 51,6     |
| 2     | Ferdinand Haas | FRG  | 51,7     |
| 3     | Helmut Janz    | FRG  | 51,9     |
| 4     | Tom Bryan      | GBR  | 53,9     |

Datum: 24. August

### 3000 m Hindernis
| Platz | Athlet            | Land | Zeit (min) |
| ----- | ----------------- | ---- | ---------- |
| 1     | Maurice Herriott  | GBR  | 8:45,6     |
| 2     | Ludwig Müller     | FRG  | 8:49,2     |
| 3     | Ernie Pomfret     | GBR  | 8:50,0     |
| 4     | Manfred Letzerich | FRG  | 8:50,8     |

Datum: 24. August

### 4 × 100 m Staffel
| Platz | Besetzung      | Land                                                             | Zeit (s)                               |
| ----- | -------------- | ---------------------------------------------------------------- | -------------------------------------- |
| 1     | Großbritannien | Peter Radford Alf Meakin David Jones Berwyn Jones                | 39,7                                   |
| DSQ   | BR Deutschland | Klaus Ulonska Fritz Obersiebrasse Dieter Enderlein Alfred Hebauf | Überschreiten der zweiten Wechselmarke |

Datum: 23. August

### 4 × 400 m Staffel
| Platz | Besetzung      | Land                                                                | Zeit (min) |
| ----- | -------------- | ------------------------------------------------------------------- | ---------- |
| 1     | BR Deutschland | Jürgen Kalfelder Johannes Schmitt Hans-Joachim Reske Manfred Kinder | 3:08,7     |
| 2     | Großbritannien | Nicholas Overhead Tim Graham Robbie Brightwell Adrian Metcalfe      | 3:09,1     |

Datum: 24. August

### Hochsprung
| Platz | Athlet               | Land | Höhe (m) |
| ----- | -------------------- | ---- | -------- |
| 1     | Ingomar Sieghart     | FRG  | 2,00     |
| 2     | Herbert Hopf         | FRG  | 2,00     |
| 3     | Crawford Fairbrother | GBR  | 1,95     |
| 4     | Gordon Miller        | GBR  | 1,90     |

Datum: 23. August

### Stabhochsprung
| Platz | Athlet             | Land | Höhe (m) |
| ----- | ------------------ | ---- | -------- |
| 1     | Wolfgang Reinhardt | FRG  | 4,50     |
| 2     | Dieter Möhring     | FRG  | 4,40     |
| 3     | Rex Porter         | GBR  | 4,30     |
| 4     | Trevor Burton      | GBR  | 4,20     |

Datum: 24. August

### Weitsprung
| Platz | Athlet         | Land | Weite (m) |
| ----- | -------------- | ---- | --------- |
| 1     | Wolfgang Klein | FRG  | 7,75      |
| 2     | John Morbey    | GBR  | 7,72      |
| 3     | Lynn Davies    | GBR  | 7,54      |
| 4     | Josef Freund   | FRG  | 7,36      |

Datum: 23. August

### Dreisprung
| Platz | Athlet           | Land | Weite (m) |
| ----- | ---------------- | ---- | --------- |
| 1     | Hans-Jörg Müller | FRG  | 15,89     |
| 2     | Mike Ralph       | GBR  | 15,46     |
| 3     | Fred Alsop       | GBR  | 15,34     |
| 4     | Michael Sauer    | FRG  | 15,20     |

Datum: 24. August

### Kugelstoßen
| Platz | Athlet               | Land | Weite (m) |
| ----- | -------------------- | ---- | --------- |
| 1     | Michael Lindsay      | GBR  | 17,72     |
| 2     | Dietrich Urbach      | FRG  | 17,62     |
| 3     | Heinfried Birlenbach | FRG  | 17,24     |
| 4     | Alan Carter          | GBR  | 16,45     |

Datum: 24. August

### Diskuswurf
| Platz | Athlet            | Land | Weite (m) |
| ----- | ----------------- | ---- | --------- |
| 1     | Jens Reimers      | FRG  | 55,15     |
| 2     | Roy Hollingsworth | GBR  | 54,99     |
| 3     | Mike Lindsay      | GBR  | 53,69     |
| 4     | Dietrich Urbach   | FRG  | 50,17     |

Datum: 23. August

### Hammerwurf
| Platz | Athlet              | Land | Weite (m) |
| ----- | ------------------- | ---- | --------- |
| 1     | Howard Payne        | GBR  | 62,68     |
| 2     | Hans Fahsl          | FRG  | 61,64     |
| 3     | Siegfried Perleberg | FRG  | 58,60     |
| 4     | John Dutton         | GBR  | 53,93     |

Datum: 23. August

### Speerwurf
| Platz | Athlet          | Land | Weite (m) |
| ----- | --------------- | ---- | --------- |
| 1     | Hermann Salomon | FRG  | 80,97     |
| 2     | Rolf Herings    | FRG  | 79,91     |
| 3     | John Greasley   | GBR  | 73,35     |
| 4     | Colin Smith     | GBR  | 68,09     |

Datum: 24. August